# Heterocephalus glaber
La rata topo desnuda o rata topo lampiña (Heterocephalus glaber), también conocida como ratopín rasurado, heterocéfalo o farumfer, es una especie de roedor histricomorfo de la familia Bathyergidae. Es la única especie de su género.
Las ratas topo desnudas son pequeños roedores subterráneos que habitan principalmente en Etiopía, Kenia y Somalia y cuya característica visible más señalada es la carencia de pelo que les aporta un extraño aspecto. 
En muchos lugares se le considera una plaga debido a sus hábitos alimenticios, pues se alimenta de raíces y tubérculos, dañando los cultivos de patatas y otros vegetales.

## Estructura social

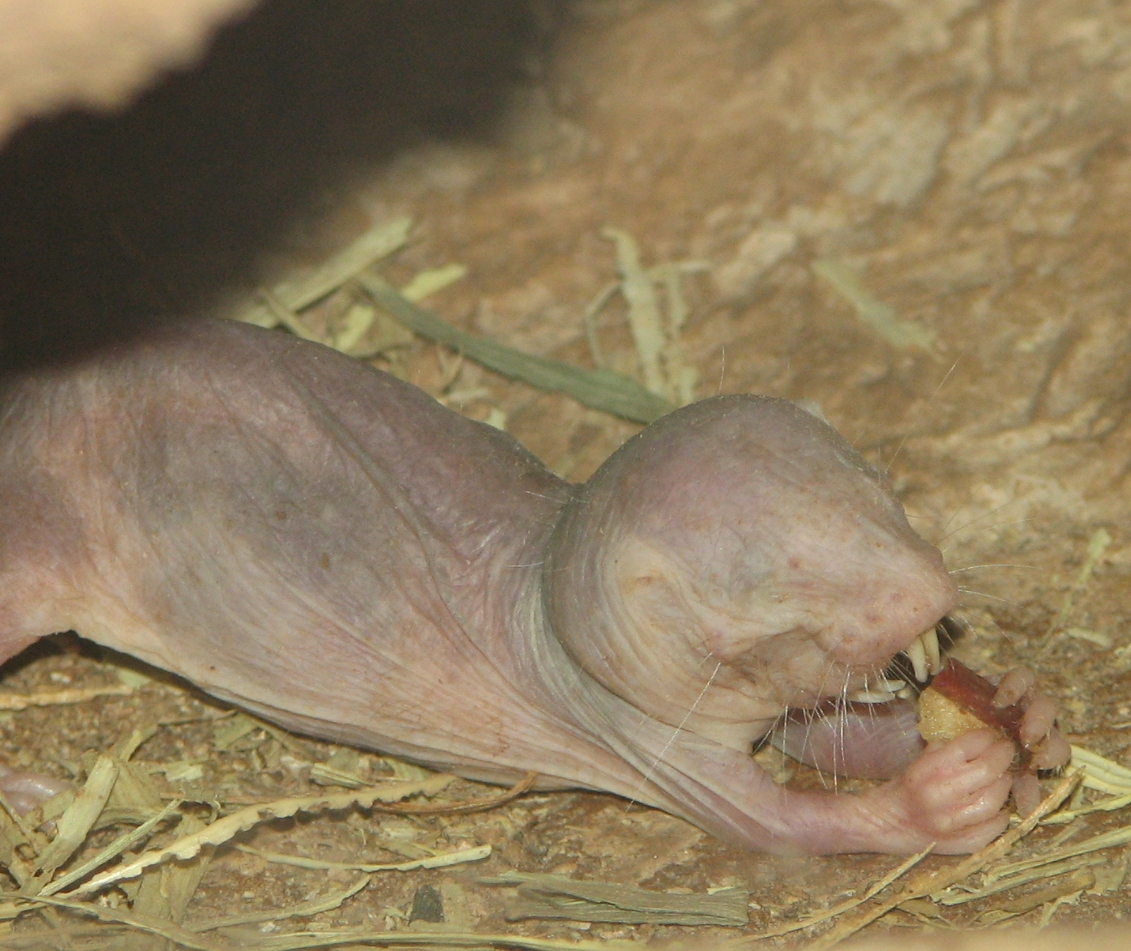
Rata topo lampiña alimentándose.

Su longevidad, excepcionalmente larga entre los roedores de su tamaño, se encuentra en torno a los 29 años pero su característica biológica más destacada es que la rata topo lampiña, junto con algunos otros batiérgidos, es una de las dos únicas especies de mamíferos eusociales conocidas, es decir que posee una casta especializada únicamente en la reproducción, siendo estériles el resto de los individuos de la colonia, como ocurre con algunos insectos sociales tales como las hormigas, termitas y abejas. En sus sistemas de túneles subterráneos, cavados por los trabajadores, principalmente con sus grandes incisivos, poseen zonas comunes donde excretan y se revuelcan para mantener el olor común de la colonia. Es allí donde el contacto con la orina de la reina, que se cree que contiene feromonas especiales aún por detectar, mantiene al resto de las hembras y a la mayoría de los machos de la colonia estériles hasta que esta muere o desaparece y, consecuentemente, es relevada cuando su orina deja de producir efecto. Solo esto lleva a las hembras a luchar a muerte entre sí para decidir quién será su sucesora.
La  reina dispone de vértebras especializadas que la hacen más larga que el resto de las hembras. La parte inferior de la espina dorsal se alarga tras su primera o segunda gestación hasta alcanzar un tercio más de longitud que la de las demás. La camada de una reina consta de entre 3 y 12 crías, aunque es capaz de albergar hasta 27 fetos. En una colonia normal, entre uno y tres machos se aparean con la reina mientras el resto de individuos (que oscilan entre 20 y 300, tanto machos como hembras) adquieren la función de trabajadores que cavan túneles y buscan comida, de sirvientes que atienden a la reina y a su progenie y de soldados que defienden los túneles de agresiones de serpientes, zorros, águilas y búhos.

## Resistencia al cáncer
Algunos estudios han revelado que las ratas topo desnuda son resistentes a presentar cáncer espontáneo y tumorigénesis inducida experimentalmente.
La explicación de la resistencia de estos animales al cáncer se puede deber a uno de los dos mecanismos de protección que se propuso en el que se implica la inhibición por contacto mediada por p16lnKa4 y p27Kip1. La participación de p16lnKa4 es inusual ya que en los humanos y los ratones muestran solamente inhibición por contacto mediado por p27Kip1.
El análisis del locus del gen y la lectura del transcriptoma correspondiente a los genes supresores de tumor p16lnKa4 y p19Arf. En ratones el transcripto de p16lnKa4 consiste en tres exones, sin embargo la similitud de la secuencia en el último exón es baja, la presencia de dos codones de terminación en el segundo exón predice una proteína más corta (14kDa). Así se ha demostrado que se repiten cuatro ankyrin sin embargo Thr69 el cual es un residuo muy importante para la unión de CDK6 se conserva por lo que la función de la proteína puede estar parcialmente conservada.
El transcripto de p19Arf consiste en dos exones sin embargo cuatro codones de terminación en el segundo exón conducen a la obtención de una proteína más corta (10kDa).
Recientes estudios han demostrado que la resistencia al cáncer es debido a la acumulación de ácido hialurónico, más complejo que el de humanos y ratones. Cuando el gen HAS2 se desactiva se producen tumores.

## Dolor
La rata topo lampiña es el único animal el cual en su piel y fibras C cutáneas posee una deficiencia del neuropéptido conocido como sustancia P, haciendo que estos animales sean insensibles a determinados tipos de dolor. Se ha revelado la presencia intacta de TAC1 que codifica sustancia P sin embargo este animal existe una deleción en el núcleo en la región promotora la cual es altamente conservada entre los mamíferos, por lo tanto este neurotransmisor parece ser funcional pero puede estar bajo una regulación única.